# Kindbergia brittoniae
Kindbergia brittoniae là một loài Rêu trong họ Brachytheciaceae. Loài này được (Grout) Ochyra mô tả khoa học đầu tiên năm 1982.